# Zaysanskaya Kotlovina
Zaysanskaya Kotlovina är en sänka i Kazakstan. Den ligger i den östra delen av landet, 1 000 km öster om huvudstaden Astana.